# Glenmorgan (Inde)
Pour les articles homonymes, voir Glenmorgan.
Glenmorgan est un village indien situé à environ 25 km d'Ooty, dans le district des Nilgiris de l'état du Tamil Nadu. L'endroit est reconnu pour ses plantations de thé, dont le Glenmorgan tea estate, qui est la plus vieille plantation de la région.
Le village est visité par des touristes, qui profitent généralement des vues panoramiques sur le Mudumalai National Park, Mysore, la vallée Moyar ainsi que la centrale électrique de Singara.
On y retrouve une remontée mécanique de 3 km de long partant d'une centrale électrique de Singara. La remontée mécanique possède une inclinaison de près de 41° sur un tronçon de 300 mètres situé près d'un endroit appelé the German Point.